# Иванов, Александр Павлович (физик)
Иванов Александр Павлович (род. 19 июля 1951 года, СССР) — русский учёный-математик, д.ф.-м.н. (1990), профессор, главный научный сотрудник лаборатории компьютерного моделирования ИМАШ РАН, заведующий кафедрой теоретической механики МФТИ, ведущий научный сотрудник сектора Неголономной механики лаборатории «Нелинейного анализа и конструирования новых средств передвижения» МФТИ.

## Биография
Родился 19 июля 1951 года в СССР. В 1973 году закончил механико-математический факультет МГУ.
После окончания университета А. П. Иванов связал свою судьбу с Институтом машиноведения им. А. А. Благонравова АН СССР, где ныне трудится в должности главного научного сотрудника лаборатории компьютерного моделирования.
В 1981 г. защитил в Московском авиационном институте диссертацию по теме «Устойчивость лангранжевых решений в проблеме трёх тел» на учёную степень кандидата физико-математических наук : 01.02.01.
В 1989 г. защитил в МГУ диссертацию по теме «Качественная теория движения в системах с неудерживающими связями» на учёную степень доктора физико-математических наук : 01.02.01 / МГУ им. М. В. Ломоносова. — Москва, 1989. — 236 с. : ил., утверждена в 1990 г.
Также ведёт научные исследования как в.н.с. сектора Неголономной механики лаборатории «Нелинейного анализа и конструирования новых средств передвижения» МФТИ.
Автор двух монографий, В том числе в известном специалистам-механикам издательстве НИЦ «Регулярная и хаотическая динамика» (Ижевск).

## Научные интересы
Аналитическая динамика, негладкие системы, негладкая динамика, системы с трением, теория удара, вопросы устойчивости, бифуркации

## Преподавательская деятельность
Профессор, заведующий кафедрой теоретической механики МФТИ. Автор ряда учебных пособий по этому направлению, доступных на портале института.
Ранее также преподавал в Московской государственной академии приборостроения и информатики (ныне входит в МИРЭА), где в 1990 г. подготовил учебное пособие.

## Избранная библиография

### Книги
- Динамика систем с механическими соударениями / А. П. Иванов. — М. : Междунар. программа образования, 1997. — 336 с. : ил.; 22 см; ISBN 5-7781-0031-0
- Основы теории систем с трением/ А. П. Иванов. — М.-Ижевск: НИЦ «РХД», ИКИ, 2011. 304 с. (Предисловие автора, обнарод. в качестве анонса к книге // Нелинейная динамика, 2010. Т 6, № 4. С. 913—916).

### Учебные пособия
- Иванов А. П. Моделирование систем с ударами — М.: Изд-во МГАПИ, 1990.
- Иванов А. П. Элементы качественной теории динамических систем. 20 с. // МФТИ
- Иванов А. П. Решение задач на устойчивость. 15 с. // МФТИ

### Диссертации
- Иванов, Александр Павлович. Устойчивость лангранжевых решений в проблеме трех тел : диссертация … кандидата физико-математических наук : 01.02.01. — Москва, 1981. — 105 с. : ил.
- Иванов, Александр Павлович. Качественная теория движения в системах с неудерживающими связями : диссертация … доктора физико-математических наук : 01.02.01 / МГУ им. М. В. Ломоносова. — Москва, 1989. — 236 с. : ил.[2]

### Избранные статьи
- Ivanov A.P. Energetics of a collision with friction // Journal of Applied Mathematics and Mechanics. — 1992. — V. 56, N. 4. — P. 527—534.
- Ivanov A.P. Stabilization of an impact oscillator near grazing incidence owing to resonance // Journal of Sound and Vibration. — 1993. — V. 162, N. 3. — P. 562—565.
- Ivanov A.P. Impact oscillations: linear theory of stability and bifurcations // Journal of Sound and Vibration. — 1994. — V. 178, N. 3. — P. 361—378.
- Ivanov A.P. On multiple impact // Journal of Applied Mathematics and Mechanics. — 1995. — V. 59, N. 6. — P. 887—902.

- Ivanov A.P. Bifurcations in impact systems // Chaos, Solitons & Fractals. — 1996. — V. 7, N. 10. — P. 1615—1634.
- Ivanov A.P. The problem of constrained impact // Journal of Applied Mathematics and Mechanics. — 1997. — V. 61, N. 3. — P. 341—353.
- Ivanov A.P. Singularities in the dynamics of systems with non-ideal constraints // Journal of Applied Mathematics and Mechanics. — 2003. — V. 67, N. 2. — P. 185—192.
- Ivanov A.P. A dynamically consistent model of the contact stresses in the plane motion of a rigid body // Journal of Applied Mathematics and Mechanics. — 2009. — V. 73, N. 2. — P. 134—144.
- Ivanov A.P. On the variational formulation of dynamics of systems with friction // Nelineinaya Dinamika [Russian Journal of Nonlinear Dynamics]. — 2013. — V. 9, N. 3. — P. 478—498.
- Ivanov A.P. On the control of a robot ball using two omniwheels // Regular and Chaotic Dynamics. — 2015. — V. 20, N. 4. — P. 441—448.
- Erdakova N.N., Ivanov A.P. On a mechanical lens // International Journal of Non-Linear Mechanics. — 2016. — V. 79. — P. 115—121.